# 黄绍 (元朝)
黄绍，字仲先，元朝临川（今江西省抚州市）人。
元顺帝至正八年（1348年）中进士。为靖安县尹。至正十二年（1352年），蕲黄红巾军起，潮海与县尹黄绍一起集兵，为御敌计。红巾军逼靖安县境，出城求援，道阻绝，遇官军，护黄绍得入龙兴。而龙兴也被围，其后围解，黄绍与民安图招谕反元之境，谋夺回县城，行至建昌之高坪，与红巾军遭遇，黄绍与战不胜，被红巾军活捉。他正衣冠怒骂，为红巾军所害。